# 매니 프레쉬
바이런 오 토마스(Byron O. Thomas, 1969년 3월 20일 ~ )는 흔히 매니 프레쉬 (Mannie Fresh)로 불리는 미국의 힙합 음악 프로듀서, DJ, 래퍼이다. 과거 힙합 그룹 빅 타이머스의 일원으로 활약했었다.